# Chiesa protestante unita di Francia
La Chiesa protestante unita di Francia (Église protestante unie de France) è il risultato del processo di unione, avviato nel 2007, tra la Chiesa riformata di Francia e la Chiesa evangelica luterana di Francia, unione confermata nel 2013. Il primo sinodo nazionale si è tenuto a aprile 2013 a Lione.

## Storia
Nel XVI secolo, la Riforma protestante appare quasi contemporaneamente in diversi posti in Europa. In Francia, la riforma protestante deriva da due fonti:
- Umanista con il Cenacolo di Meaux,
- Luterana e Riformata, con Guillaume Farel e Martin Bucer.

La sintesi e la struttura della chiesa sono opera di Giovanni Calvino, che stabilisce i principi della Riforma di Ginevra.
Il primo sinodo della Chiesa riformata di Francia si è tenuto a Lione nel 1559. La Chiesa Evangelica Luterana di Francia (EELF) ebbe le ispezioni ecclesiastiche di Parigi e Montbéliard. Dopo aver consultato le varie assemblee e l'approvazione da parte dei sinodi regionali, l'unione di entrambe le Chiese è entrata in vigore dopo il Sinodo di Belfort il 18 maggio 2012, che ha dato alla luce la Chiesa protestante unita di Francia.

## Dottrina e organizzazione
La Chiesa protestante unita di Francia è governata secondo il sistema del Presbiterianesimo. Gesù, il Cristo è l'unico capo della Chiesa; la sua autorità non è delegata a nessuno.
È strutturata in assemblee e consigli eletti. Le assemblee parrocchiali designano i loro rappresentanti ai venti sinodi regionali. Un sinodo nazionale si tiene ogni quattro anni per sintetizzare il lavoro svolto nei sinodi regionali.
Su alcune questioni sociali, la sintesi può essere difficile e può portare a posizioni controverse:
Nel maggio 2015, la Chiesa protestante unita di Francia adotta la possibilità di benedire le coppie dello stesso sesso. Questa decisione controversa ha portato alla creazione di un movimento opposto a questo sviluppo, gli Attestants, comprendente il 10% dei fedeli.
Tuttavia, ad oggi, l'unità della Chiesa è intatta.